# Álvaro Gago Díaz
Álvaro Gago Díaz (Vigo, 21 de juny de 1986) és un cineasta gallec.

## Trajectòria
L'any 2008 es va llicenciar en Comunicació Audiovisual a la Facultat de Ciències Socials i de la Comunicació de Pontevedra, per la Universitat de Vigo. El 2009 es va traslladar a Chicago per estudiar teatre. Un any més tard es va traslladar a Londres per continuar els seus estudis de cinema a la London Film School.
El gener de 2018 va guanyar el Premi del Jurat al Sundance Film Festival amb el seu curtmetratge Matria. I el maig del mateix any va rebre el Premi del Jurat al Millor Curtmetratge de Ficció al Festival de Cans. En aquest festival també va guanyar el premi del públic al millor curtmetratge i el premi especial del jurat dels locals al millor curtmetratge. El 2021 va convertir aquest curt en llargmetratge.

## Obra
- Endless Chicago, film documental, SD, 6’, 2008-2009, produït per la Universitat North Park (Chicago, EUA).
- Doremi, curtmetratge, HD, 20’, 2010, produït per The Other Self (RU).
- Curricán, curtmetratge, 16mm, 16’, 2013, coproducció Sombriza Films (Espanya) & The London Film School (RU).
- Bombolles, curtmetratge, HD, 2’, 2015, produït per Black Factory Cinema (Espanya).
- Matria, curtmetratge, HD, 20’, 2017, produït per Sombriza Films (Espanya).[5]
- 16 de Decembro, curtmetratge, 2019.[6]
- Matria, llargmetratge, 2022